# Rosita Moreno
Rosita Moreno, nata Gabriela Victoria Viñolas Moreno (Madrid, 18 marzo 1907 – Los Angeles, 25 aprile 1993), è stata un'attrice e ballerina spagnola.

## Biografia
Figlia dell'attore spagnolo Francisco Moreno, che lavorò anche a Hollywood, si dedicò fin da piccola a spettacoli di rivista e a zarzuelas, cominciando dal 1930 a Hollywood la carriera cinematografica. Lavorò con il padre in Amor audaz e in altri film con Cary Grant, Richard Arlen, Clara Bow, col messicano José Mojica, con il brasiliano Raúl Roulien e con l’attore e cantante argentino Carlos Gardel in due film del 1935, El día que me quieras e Tango Bar.
Fu anche in Argentina per partecipare ai film El canillita y la dama (1939), con Luis Sandrini, e a La hora de las sorpresas (1941), diretto da Daniel Tinayre. La sua carriera ebbe il culmine nella prima metà degli anni trenta, per terminare nel 1945 con L'ombra dell'altro, dopo aver interpretato trenta film.

## Filmografia parziale

### Cinema
- Paramount revue (Paramount on Parade), regia di Dorothy Arzner, Otto Brower, Edmund Goulding, Victor Heerman, Edwin H. Knopf, Rowland V. Lee, Ernst Lubitsch, Victor Schertzinger, A. Edward Sutherland e Frank Tuttle (1930)
- Amor audaz, regia di Louis J. Gasnier, A. Washington Pezet (1930)
- Her Wedding Night, regia di Frank Tuttle (1930)
- Gente alegre, regia di Edward D. Venturini (1931)
- Stamboul, regia di Dimitri Buchowetzki (1932)
- Il re degli zingari (El rey de los Gitanos), regia di Frank R. Strayer (1933)
- La signorina curiosa (Ladies Should Listen), regia di Frank Tuttle (1934)
- Tango Bar, regia di John Reinhardt (1935)
- El día que me quieras, regia di John Reinhardt (1935)
- La casa delle mille candele (The House of a Thousand Candles), regia di Arthur Lubin (1936)
- L'ombra dell'altro (A Medal for Benny), regia di Irving Pichel (1945)